# Старинка (Екимовичское сельское поселение)
Старинка — деревня в Рославльском районе Смоленской области России. Входит в состав Екимовичского сельского поселения. Население — 3 жителя (2007 год). 
Расположена в южной части области в 27 км к северо-востоку от Рославля, в 5 км южнее автодорога А101 Москва — Варшава («Старая Польская» или «Варшавка»), на берегу реки Глуботынка. В 21 км южнее деревни расположена железнодорожная станция Аселье на линии Рославль — Фаянсовая.

## История
В годы Великой Отечественной войны деревня была оккупирована гитлеровскими войсками в августе 1941 года, освобождена в сентябре 1943 года.